# La Defensa, Oaxaca
La Defensa är en ort i Mexiko.   Den ligger i kommunen Acatlán de Pérez Figueroa och delstaten Oaxaca, i den sydöstra delen av landet, 290 km öster om huvudstaden Mexico City. La Defensa ligger 120 meter över havet och antalet invånare är 918.
Terrängen runt La Defensa är platt åt nordost, men åt sydväst är den kuperad. Runt La Defensa är det ganska tätbefolkat, med 65 invånare per kvadratkilometer. Närmaste större samhälle är Acatlán de Pérez Figueroa, 8,0 km nordväst om La Defensa. Omgivningarna runt La Defensa är en mosaik av jordbruksmark och naturlig växtlighet.